# Iwan Hel
Iwan Andrijowytsch Hel (* 17. Juli 1937 in Klicko, Woiwodschaft Lwów, Polen; † 16. März 2011 in Lwiw, Ukraine) war ein ukrainischer Menschenrechtsaktivist, Dissident, Politiker, Schriftsteller, religiöser Leiter und einer der Gründer der ukrainischen Helsinki Union.

## Leben
Aufgrund seiner Ablehnung dem Komsomol beizutreten, wurde er 1952 von der Schule verwiesen. 1954 besuchte er in Sambir eine Handelsschule und zog anschließend nach Lwiw.
1965 wurde er für die Verteilung von Samisdat verhaftet und verbüßte drei Jahre in einem Arbeitslager in Mordwinien. 1972 folgte eine weitere Verhaftung und Verurteilung wegen „antisowjetischer Agitation und Propaganda“, so dass er insgesamt 16 Jahre in Gefangenschaft und 5 Jahre im Exil verbrachte. Im Zuge der Perestroika kehrte Hel zu Beginn des Jahres 1987 nach Lwiw zurück, wo er zusammen mit Wjatscheslaw Tschornowil die Zeitschrift Ukrainischer Herald (Український вісник) wiedergründete und dort Redaktionsmitarbeiter wurde. Ab Ende desselben Jahres leitete er einen Ausschuss der Ukrainisch griechisch-katholischen Kirche, um die seit 40 Jahren im Untergrund agierende Kirche wieder zu legalisieren. Nach der ukrainischen Unabhängigkeit war er als Politiker aktiv.
Er starb in Lwiw und wurde auf dem dortigen Lytschakiwski-Friedhof beerdigt.

## Ehrungen
Hel erhielt 2002 den Orden des Fürsten Jaroslaw des Weisen 5. Klasse, 2006 den Orden des Fürsten Jaroslaw des Weisen 4. Klasse und 2009 den ukrainischen Orden der Freiheit für seinen bedeutenden Beitrag zur Wiederbelebung der ukrainischen griechisch-katholischen Kirche.

## Werk
- Wyklyk systemi 2013 Chasopis-Verlag, Lwiw ISBN 9789662720129[7]